# Ервин Ибрахимовић
Ервин Ибрахимовић (Рожаје, 7. јун 1972) црногорски је политичар. Од децембра 2021. обавља функцију потпредсједника Скупштине Црне Горе. Предсједник је Бошњачке странке.

## Биографија
Рођен је 7. јуна 1972. у бошњачкој породици у Рожајама. Основно и средње образовање је завршио у родном граду, а потом диломирао на Технолошко-металуршком факултету Универзитета у Приштини. Магистрирао је на Технолошко-металуршком факултету Универзитета у Београду. У младости се дуго година бавио спортом и постигао запажене резултате као кошаркашки тренер у Рожајама и Тутину.
Поред матерњег бошњачког, говори и енглески језик. Ожењен је и има двоје деце.